# Bernhard Kock (Philologe)
Bernhard Kock (vollständiger Name Johann Bernhard Kock, * 14. März 1885 in Ochtrup; † 2. November 1973) war ein deutscher Klassischer Philologe und Gymnasialdirektor.

## Leben
Bernhard Kock, der Sohn des Gastwirtes Bernhard Kock, besuchte die Volksschule (1891–1897) und die Rektoratsschule (1897–1901) in Ochtrup sowie ab 1901 das Gymnasium Paulinum in Münster, wo er am 27. März 1906 das Reifezeugnis erlangte. Anschließend studierte er Klassische Philologie und Germanistik an den Universitäten zu Freiburg im Breisgau (Sommersemester 1906), Münster (Wintersemester 1906/1907–Sommersemester 1907 sowie Wintersemester 1908/09–Sommersemester 1910) und Berlin (Wintersemester 1907/08–Sommersemester 1908). In Münster wurde er am 8. Oktober 1910 mit dem Prädikat „magna cum laude“ zum Dr. phil. promoviert; in seiner Dissertation De epigrammatum Graecorum dialectis, die Peter Sonnenburg betreut hatte, beschäftigte er sich mit sprachlichen Fragen der griechischen Epigramme. Die erste Staatsprüfung in den Fächern Latein, Griechisch und Deutsch bestand er mit dem Prädikat „gut“.
Nach dem Studium absolvierte Kock das Seminarjahr am Schillergymnasium Münster (1. April 1911–31. März 1912) und das Probejahr am Gymnasium in Bocholt (1. April 1912–31. März 1913), wo er zum 1. April 1913 als Hilfslehrer angestellt wurde. Zum 1. April 1914 wechselte er als Oberlehrer an das Gymnasium in Borbeck. Im Ersten Weltkrieg erhielt Kock das Eiserne Kreuz I. Klasse. Nach schwerer Verwundung wurde er entlassen.
Nach dem Krieg engagierte sich Kock für den Erhalt des humanistischen Gymnasiums. Er trat dem Deutschen Gymnasialverein bei, veröffentlichte Aufsätze in dessen Zeitschrift Das humanistische Gymnasium und nahm am 6. April 1925 an einer Tagung des Zentralinstituts für Erziehung und Unterricht in Berlin teil, bei der der Deutsche Altphilologenverband (DAV) gegründet wurde.
Zum 1. Dezember 1925 ging Kock als Studiendirektor an das staatliche Gymnasium in Emmerich am Rhein. Zum 1. November 1926 wurde er Schulleiter (Oberstudiendirektor) des Gymnasiums am Burgplatz in Essen, das er bis zum 31. Oktober 1945 leitete. Dann wechselte er an das Landfermann-Gymnasium in Duisburg, dessen Direktor er bis zu seiner Pensionierung (30. April 1951) war.
In der Nachkriegszeit war Kock in vielfacher Weise im Bildungswesen engagiert. Er  bemühte sich um die Gründung des Städtischen Abendgymnasiums, dessen erster Direktor er wurde (1. Mai 1950). Er leitete das Abendgymnasium bis zum 31. Oktober 1958 und unterrichtete dort noch bis zum 31. März 1962 Latein. Ebenso beteiligte er sich an der Wiederbegründung des Deutschen Altphilologenverbandes: Nach einer Tagung in Lüdinghausen (Januar 1949) führte er zusammen mit Alfred Stephany die Vorarbeiten dazu durch und wurde bei der Konstitution des DAV auf der Tagung in Mönchengladbach (2.–4. Juni 1950) zum ersten Vorsitzenden gewählt. Zu den wichtigsten Aufgaben gehörte die Wiederbelebung der Verbandszeitschrift und der internationalen Beziehungen. Kock organisierte eine deutsch-französische Arbeitstagung mit je 20 Teilnehmern aus beiden Ländern, die vom 3. bis 12. November 1951 stattfand. Nach der Verbandstagung in Marburg zu Pfingsten 1952, die der DAV gemeinsam mit der Mommsen-Gesellschaft ausrichtete, trat Kock vom Vorsitz zurück und wurde zum Ehrenvorsitzenden des DAV ernannt.
Für seine Verdienste erhielt er 1960 das Bundesverdienstkreuz I. Klasse. Die Zeitschrift Gymnasium veröffentlichte anlässlich seines 80. Geburtstags eine Glückwunschadresse mit einem kurzen Lebenslauf.

## Schriften (Auswahl)
- De epigrammatum Graecorum dialectis. Göttingen 1910 (Dissertation, Westfälische Wilhelms-Universität Münster)
- Lateinisches Lese- und Übungsbuch für Quarta. 1927. 2. Auflage 1928. 3., verbesserte Auflage 1932. 4. Auflage 1934
- Griechische Epigramme. Ausgewählt und erläutert. Paderborn 1929
- Euripides: Bakchen. Text und Erläuterungen. 2 Bände, Paderborn 1932. Nachdruck 1946–1947
- Homers Ilias in Auswahl. Text und Erläuterung. 4 Teile, Paderborn 1934–1935. Nachdruck 1946
- Griechische Lyrik in Auswahl. Text und Erläuterungen. Paderborn 1951. Nachdruck 1957
- Disciplina Latina: Sprachlehre. Ausgabe A, für Schulen mit grundständigem Latein. Münster 1954